# Selemon Barega
Selemon Barega Shirtaga (født 20. januar 2000) er en etiopisk langdistanceløber, der primært konkurrerer på 5000 meter og 10.000 meter.
Han vandt guldmedaljen på 10.000 m ved sommer-OL 2020 i Tokyo.